# Vitalius
Vitalius es un género de arañas migalomorfas de la familia Theraphosidae. Son originarias de Sudamérica en Brasil y Argentina.  

## Especies
Según The World Spider Catalog 11.0:
- Vitalius buecherli Bertani, 2001
- Vitalius dubius (Mello-Leitão, 1923)
- Vitalius longisternalis Bertani, 2001
- Vitalius lucasae Bertani, 2001
- Vitalius paranaensis Bertani, 2001
- Vitalius roseus (Mello-Leitão, 1923)
- Vitalius sorocabae (Mello-Leitão, 1923)
- Vitalius vellutinus (Mello-Leitão, 1923)
- Vitalius wacketi (Mello-Leitão, 1923)